# Autobusy (singel)
Autobusy – singel polskiego piosenkarza Ralpha Kaminskiego z jego drugiego albumu studyjnego, zatytułowanego Młodość. Singel został wydany 10 czerwca 2020.
Nagranie otrzymało w Polsce status złotej płyty.

## Geneza utworu i historia wydania
Utwór napisał i skomponował Rafał Kamiński.
Singel ukazał się w formacie digital download 10 czerwca 2020 w Polsce za pośrednictwem wytwórni płytowej Fonobo. Kompozycja została umieszczona na drugim albumie studyjnym Ralpha Kaminskiego – Młodość.

## Teledysk
Do utworu powstał teledysk, który udostępniono w dniu premiery singla za pośrednictwem serwisu YouTube.

## Lista utworów
- Digital download[5]

1. „Autobusy” – 3:20

## Certyfikaty
| Kraj          | Certyfikat  |
| ------------- | ----------- |
| Polska (ZPAV) | złota płyta |